# Ранкорн
Ранкорн (енгл. Runcorn) је град у Уједињеном Краљевству у Енглеској. Према процени из 2007. у граду је живело 59.295 становника.

## Становништво
Према процени, у граду је 2008. живело 59.295 становника.
| 1981.  | 1991.  | 2001.  |
| ------ | ------ | ------ |
| 63,995 | 64,154 | 60,072 |